# Kafartab
Kafartab (in arabo كفرطاب‎?, riportata anche nelle forme Kafr Tab o Kafar Tab e conosciuta come Cafarda dagli europei durante le crociate) era una città e una fortezza situata nel nord-ovest della Siria esistita in epoca medievale e moderna. Si trattava di una località collocata geograficamente tra città-fortezza di Ma'arrat al-Nu'man a nord e Shaizar a sud. Si sviluppava lungo le pendici sud-orientali del monte Zawiya. Dopo il XVII secolo, l'insediamento fu gradualmente abbandonato. Secondo il geografo francese Robert Boulanger, che scrisse all'inizio degli anni Quaranta, Kafartab era «un antico sito abbandonato» collocato 4 km a nord-ovest di Khan Shaykhun.